# Харківські губернські відомості
Ха́рківські губе́рнські відо́мості (рос. дореф. Харьковскія губернскія вѣдомости) — офіційна газета, яка видавалася в Харкові (Російська імперія) з 1838 року. Газета видавалася російською мовою спочатку щотижня, з 1866 року двічі на тиждень, з 1868 року тричі, з 1870 року чотири рази, з 1874 року виходила щодня. У 1859–1865 роках при «Ведомостях» виходили «Прибавления» тричі на тиждень.

## Редакція
Редакторами газети в різний час були: юрист Олександр Дмитрович Градовський, професор Харківського університету Андрій Сергійович Вязігін (останній редактор газети).
Найбільшого розквіту видання досягло в 1870-х і 1880-х роках, при редакторах І. І. Боровиковському, А. М. Андрєєвой і А. Я. Юхимовичу, які змогли залучити до участі над випусками талановитих харківських письменників і наповнити газету цікавими статтями. Після відставки А. Юхимовича почався поступовий занепад газети. 31 грудня 1915 року «Харківські губернські відомості» припинили своє існування.

## Конкурентне середовище
На рубежі ХІХ-ХХ століть газети були основних джерелом новин та повідомляли про прийняття нових законів, публікували кримінальну хроніку, анонсували майбутні події. Практично кожна губернія мала власні відомості, які складалися з двох частин, або як говорили в ХІХ столітті, відділів — офіційного і неофіційного. Це був поширений в Російській імперії формат друкованого органу, що видавався при Губернському правлінні.
«Харьковские губернские ведомости» були великою загальною газетою, яка вважалася однією з найкращих провінційних газет за якістю опублікованих матеріалів. Хоча їх створенням займалися не професійні журналісти, а дописувачі, які часто працювали безкоштовно, на волонтерських засадах, газета займала значне місце серед інших «Губернских Ведомостей», що зазвичай були присвячені у своїй неофіційній частині тільки вивченню місцевої історії, археології та етнографії.
У Харкові, як одному з найбільших економічних і промислових центрів Російської імперії, виходили три міських газети. Провладні «Харьковские губернские ведомости» становили противагу незалежним газетам «Утро» та «Южный Край». Остання прилягала за своїм напрямом до газети «Московские Ведомости». Архівні випуски цих газет в електронному вигляді наразі доступні в читальному залі бібліотеки Короленка.

## Структура випуску
У перші роки обидва відділи «Харьковских губернских ведомостей» виходили відособлено один від одного і мали власну нумерацію сторінок. Кожен номер газети підлягав цензурі і підписувався цивільним губернатором. Офіційний відділ містив інформацію про роботу губернської влади і державних установ.

### Офіційний відділ
В офіційній частині випуску від 4 лютого 1839 року харків'яни могли, наприклад, познайомитися з приписом Міністра Державного Майна про вжиття заходів щодо своєчасного надходження окладних доходів і стягнення недоїмок, дізнатися про перейменування Господарського відділу Харківської Казенної Палати і нагородження сільського засідателя Харківського совісного суду Сонжара срібною медаллю з написом «За старанну службу», а також оголошенні повітчіку Харківського совісного суду Єгору Лершцеру вдячності начальства.
В офіційному відділі номера «Харківських ведомостей» від 6 липня 1905 була опублікована інформація про звільнення низки земських начальників і чиновників різних відомств по Харківській губернії у відпустку, оголошення про виклик спадкоємців, організації торгів на підряд з опалення будівель університету і публічних торгів в Полтавській губернії на покупку лісу, про продажі майна.

### Неофіційний відділ
У неофіційному відділі (т.з. «Прибавления») публікували губернську хроніку, інформацію про ринкові ціни, місцеві новини, матеріал, присвячені історії Харківської губернії і окремих міст, природі краю, сільському господарству. Наприкінці ХІХ століття обидві частини почали друкувати в одному випуску.
У номері від 28 жовтня 1844 року було оголошено про підписку на видання Тараса Шевченка «Мальовнича Україна», що стало одним з перших згадок поета в пресі.
У 1858 році на сторінках «Харьковских ведомостей» почали з'являтися статті, що відстоювали необхідність скасування кріпосного права і проведення ліберальних реформ.
1873 року редактором неофіційної частини став  бібліограф і краєзнавець Іван Устинов. За його редакторство газета стає щоденною, в ній публікується інформація про важливі політичні та культурні події Росії і Європи.

## Відродження ХГВ
Впродовж 1992—2005 років газета «Харьковские ведомости» тричі відновлювала свій вихід.
Вперше це відбулося на початку 1993 року за ініціативою молодої команди харківських журналістів у складі: Дениса Денисенка (нині — керівник Центра політичного консалтингу), Михайла Гладкого (2001—2007 — головний редактор газети «Аргументы и факты в Украине», 2007—2011 — головний редактор журналу «Фокус» 2007—2011), Ростислава Касьяненка (2006 дотепер — шеф-редактор медіагрупи «Дозори»), Андрія Безуглого (LevelUp Design) та Бориса Штрассера (футбольний експерт, засновник видань «ГОЛ!» та «Забей!»). Корпоративним героєм та елементом нового логотипу відродженого проекту «Харьковские губернские ведомости» стала сорока, девізом — фраза Понтія Пілата Quod scripsi, scripsi (з лат. — «Що написав, те написав»), а слоганом рекламної кампанії — «Нова журналістика для розумних людей». Орієнтиром для колективу служило московське видання «КомерсантЪ».
Видавцями газети спочатку був концерн Allegro, а потім Видавничий дім «SCN-Ведомости». З часом, у 1994 році у видавця виникли фінансові труднощі, і випуск було припинено. Більша частина колективу (Борис Штрассер, Андрій Безуглий, Сергій Брага, Олександр Крамаренко та ін.) приєдналася до редакції газети «Проспект»
Ставши в 1994 році депутатом Харківської міської ради, Денис Денисенко знайшов порозуміння щодо випуску газети з міським головою Євгеном Кушнарьовим, та поновив її випуск на чолі з головним редактором Михайлом Гладким. Після реорганізації редакції газети в комунальне підприємство та зміни формату з А3 на А2 «Харьковские губернские ведомости» проіснували ще близько року. Згодом їх редакцію було об'єднано з іншим комунальним проектом — «Городская газета» (шеф-редактор Олексій Стельмах).
Втретє випуск газети під назвою «Харьковские ведомости» було поновлено через 10 років — влітку 2005 року за ініціативою харківських медіа-менеджерів Ігора Байши та Ростислава Касьяненко (що був одним із засновників проекту «Харьковские губернские ведомости» у 1993 році). Орієнтиром для редакції (Ігор Кедровський, Тетяна Яшина, Григорій Григорян, Олена Райгородецька, Володимир Самохвалов, Костянтин Долгов, Вадим Новак, Андрій Кравченко, Юлія Зінченко, Олександр Костенко та ін.) було американське видання USA Today. Інвестором проекту знову став Євген Кушнарьов, на той момент — екс-голова Харківської облдержадміністрації. Видання проіснувало близько 1 року.